# Sušice (district d'Uherské Hradiště)
Pour les articles homonymes, voir Sušice.
Sušice (en allemand : Suschitz) est une commune du district d'Uherské Hradiště, dans la région de Zlín, en République tchèque. Sa population s'élevait à 620 habitants en 2020.

## Géographie
Sušice se trouve à 8 km au nord-ouest d'Uherské Hradiště, à 20 km au sud-ouest de Zlín, à 63 km à l'est-sud-est de Brno et à 242 km au sud-est de Prague.
La commune est limitée par Kudlovice au nord, par Babice à l'est, par Huštěnovice au sud, par Jalubí à l'ouest et par Traplice au nord-ouest.

## Histoire
La première mention écrite du village date de 1344.